# Visual Prolog
Turbo Prolog 是一個以Prolog(即：Programming in Logic) 語言的軟體，該系統只適用於MS-DOS, 亦可以使用Windows內的Console介面來編輯使用。

## 版本資訊
Turbo Prolog 1.0 版本是Borland公司於 1986年面世，但隨後於同年再出版 1.1 版本，於1988年推出 Turbo Prolog 2.0版本後即未再有更新的商業版本。 而最新的版本是視窗化，可視覺化版本Visual Prolog。

## 軟體說明
Borland Turbo Prolog 採用了特殊的 Prolog 的語法與類型的變量，並於使用上有一些限制，但這不符合Edinborough的標準。 然而，Turbo Prolog 編輯器包含基本的使用者介面，可以方便設計人使用。而Prolog是一種邏輯編程語言。它建立在邏輯學的理論基礎之上，最初被運用於自然語言等研究領域。現在它已廣泛的應用在人工智慧的研究中，它可以用來建造專家系統、自然語言理解、智慧知識庫等，在早期的機器智慧研究領域，Prolog曾經是主要的開發工具。而Prolog語言中最重要的功能即是：回溯，這點與其他一般的程式語言有著明顯的不同。

## 程式資訊
Prolog的程式語言包含了三個主要部份：domains, predicates 與 clauses，而執行程式則是以Goal來回應。
說明如下：
domains 宣告。定義欄位的屬性，如：文字，整數，數值...等。
predicates 判斷，或稱為謂詞。即給事實項目的判斷定定義與關係。
clauses 事實，或稱為子句段。即為輸入已知的事實條件。

## 範例程式
範例是說明誰喜歡那一種運動。其中Bill喜歡的運動，就是與Tom喜歡的相同，皆是Baseball
```
domains

      
person
,
 
activity
 
=
 
symbol

predicates

      
likes
(
person
,
 
activity
)

clauses

      
likes
(
Ellen
,
 
Tennis
).

      
likes
(
John
,
 
Football
).

      
likes
(
Tom
,
 
Baseball
).

      
likes
(
Eric
,
 
Swimming
).

      
likes
(
Mark
,
 
Tennis
).

      
likes
(
Bill
,
 
X
)
 
if
 
likes
(
Tom
,
 
X
).

```

輸入問題：Mark喜歡Football嗎？
```
Goal
:
 
likes
(
Mark
,
 
Football
)

```

執行結果：回覆：不是
```
No

```

變化問題與回覆
輸入問題：喜歡Tennis有那些人
```
Goal
:
 
likes
(
X
,
 
Tennis
)

```

執行結果：回覆：有Ellen與Mark
```
X
=
Ellen

X
=
Mark

2
 
Solutions

```

由範例程式可以看出Prolog語言是可以判斷問題與回應使用者的需求

## 注意事項
目前Turbo Prolog已無更新版本。

## 外部連結
- Visual Prolog官方網站 （页面存档备份，存于）
- GNU Prolog官方網站 （页面存档备份，存于）